# 南琴奈
南 琴奈（みなみ ことな、2006年6月20日 - ）は、日本の女優、モデル。埼玉県出身。ボックスコーポレーション所属。身長163 cm。血液型はO型。

## 略歴
2006年6月20日生まれ、埼玉県出身。
小学6年生（2018年）の春休みに初めて原宿へ行き、ラフォーレ原宿の前で現事務所にスカウトされ、元々モデルの仕事に興味があったため芸能界に入った。
2020年1月17日にNatural Lag「蜃気楼」でミュージック・ビデオに初出演し、以降はMr.Children「Documentary film」やOfficial髭男dism「ミックスナッツ」などのミュージック・ビデオにも出演するようになる。
2025年7月期放送の『僕達はまだその星の校則を知らない』（関西テレビ・フジテレビ系）で生徒会副会長・斎藤瑞穂役を演じ、注目される。

## 人物
ミュージック・ビデオの出演や着物・洋服の広告モデルになることが多い。
Mr.Childrenの楽曲「Documentary film」のミュージック・ビデオに出演したことで話題を呼び、業界内での注目を集めるようになった。出演者オーディションの際、最初はMr.Childrenの名前は伏せられていたため、会場で貰った紙に名前が書いてあるのを見つけたときにとても緊張したという。
小学生の頃は立候補して学級委員になるようなタイプだった。
マイペースで気分屋な性格で、感情が表に出やすい。
大事にしている習慣は毎日2Lの水を飲むこと。

### 嗜好
好きなものは服と写真。
好きなことは旅行、運動、ショッピング、一人でご飯を食べること。友達と遊ぶこと、愛犬と戯れること、寝ること、音楽を聴くこと、写真を撮られること。
苦手なことは勉強。
好きな食べ物は春巻き、小籠包、さつまいも、栗。人生最後に絶対に食べたいものは「お母さんの作った春巻き」。寿司の好きなネタはエビ、イカ、サーモン。好きなお茶は麦茶と緑茶。
好きな漫画は「進撃の巨人」。
普段は黒色の服を着ることが多い。
1番楽しい時間は友達といるとき。

### 趣味
趣味は音楽鑑賞。

### 特技・その他
特技は短距離走、ハードル、陸上、スポーツ。
保有資格は書道四段と硬筆三段。
ロングコートチワワを飼っている。

## 出演

### テレビドラマ
- ミステリと言う勿れ 特別編（2023年9月9日、フジテレビ） - 坂巻洋子（高校時代） 役[11]
- アリスさんちの囲炉裏端（2025年1月7日 - 3月11日、BS-TBS） - 猫沢あかり 役[12]
- 僕達はまだその星の校則を知らない（2025年7月14日 - 、関西テレビ・フジテレビ） - 斎藤瑞穂 役[13][5]

### 配信ドラマ
- 『スマホラー』「見て居る」（2021年4月16日 - 、smash.） - 莉緒 役[14]
- 舞妓さんちのまかないさん（2023年1月12日 - 、Netflix） - 琴乃 役[15]
- バタフライナイフ（2023年4月8日 - 、BUMP） - 長谷部紗夜 役
- そこに光があるなら（2023年4月 - 、Hulu） - 桃子 役[16]
- まだゆめをみていたい（2024年7月26日〈予定〉 - 、Hulu） - 安曇一樹 役[17]

### 映画
- ちひろさん（2023年2月23日、Netflix / アスミック・エース） - 沙都子 役[18]
- アイスクリームフィーバー（2023年7月14日、パルコ）- 高嶋美和 役[19]
  - I Scream Fever (2023年5月9日）- 主演・高嶋美和 役 ※スピンオフショートフィルム
- 花まんま（2025年4月25日、東映）-繁田喜代美 役
- ミーツ・ザ・ワールド（2025年10月24日公開予定、クロックワークス）- ライ 役[20]
- 終点のあの子（2026年公開予定、グラスゴー15） - 恭子 役[21]

### 配信映画
- ナックルガール（2023年11月2日、Amazon Prime Video） - 橘柚希 役 [22]

### テレビ番組
- アクティブ10 マスと!（2020年11月5日 - 、第4話・第6話 - 第8話・第10話、NHK Eテレ） - るね 役[23]
- ホームドラマで知るNHKプラス（2021年3月 - 、不定期放送、NHK） - 長女 役[1]

### ミュージック・ビデオ
- Natural Lag「蜃気楼」（2020年1月17日）[24]
- SPOOL「スーサイド・ガール」（2020年9月9日）[25]
- Mr.Children「Documentary film」（2020年11月18日）[26]
- the shes gone「線香花火」（2021年8月18日）[27]
- SHISHAMO「春に迷い込んで」（2022年3月16日）[28]
- Official髭男dism「ミックスナッツ」（2022年4月15日）[29]
- Vaundy「走馬灯」（2022年7月11日）[30]
- harha「争奪最前戦」（2022年10月7日）[31]
- 冨岡愛「MAYBE」（2024年11月20日）
- Yaffle 「Marry You feat.Leina」　（2025年6月21日）

### CM
- ブランドムービー「わたしたちの未来は」篇（2021年7月16日 - 、Nikon） - アオイ 役[32]
- System Support best1「顧客満足度No.1」篇（2022年2月14日 - 、ディー・オー・エス）[33]
- atama+「苦手スキャン」篇（2022年2月21日 - 、atama plus）[34]
- TAKAZEN
  - FURISODE COLLECTION Vol.1～kusumi～（2022年7月8日 - ）
  - FURISODE COLLECTION Vol.2～hikari～（2022年7月27日 - ）
  - RETORO 2024Ver（2022年12月16日 - ）
  - PREMIUM CLASSIC 2024Ver（2022年12月16日 - ）
- アルプスアルパイン（2022年12月24日 - 、アルプスアルパイン）[35]
  - 「アルアル」篇
  - 「ちょっと多すぎ」篇
  - 「あんな名前なのに」篇
  - 「どっちでもいいか」篇

### 広告
- キモノハーツ（2020年3月 - 、不定期、カナエキモノハーツ）[36][37]
- cocoriborn（2021年9月 - 、不定期、万兵）[38][39]
- ICHI（2020年 - 、京都丸紅）[1]
- yo asa（2021年3月24日 - ）[40][41]
- ルミネ（2022年2月17日 - 、ルミネ） - 2022春イメージキャラクター[42][43]
- MYLAN 2021 S/S Collection（2021年 - 、MYLAN）[44][45]
- MURRAL 2022 F/W Collection（2022年 - 、MURRAL）[46]

## 書籍

### 写真集
- ITTETSU MATSUOKA×KOTONA MINAMI（2022年1月28日、PICK UP PRESS）[47]

### 雑誌
- LST MAGAZINE（2021年7月 - ） - レギュラー[48]